# قبتان الجبل
قبتان الجبل بلدة في ناحية دارة عزة التابعة لمنطقة جبل سمعان في محافظة حلب شمال سوريا. تقع على بعد حوالي 16 كم غرب مدينة حلب.